# Huraba (Marancar)
Huraba is een bestuurslaag in het regentschap Tapanuli Selatan van de provincie Noord-Sumatra, Indonesië. Huraba telt 856 inwoners (volkstelling 2010).